# Nulll Records
Nulll Records war das im Jahr 2000 gegründete belgische Independent-Label des Musikers Stijn van Cauter.

## Geschichte

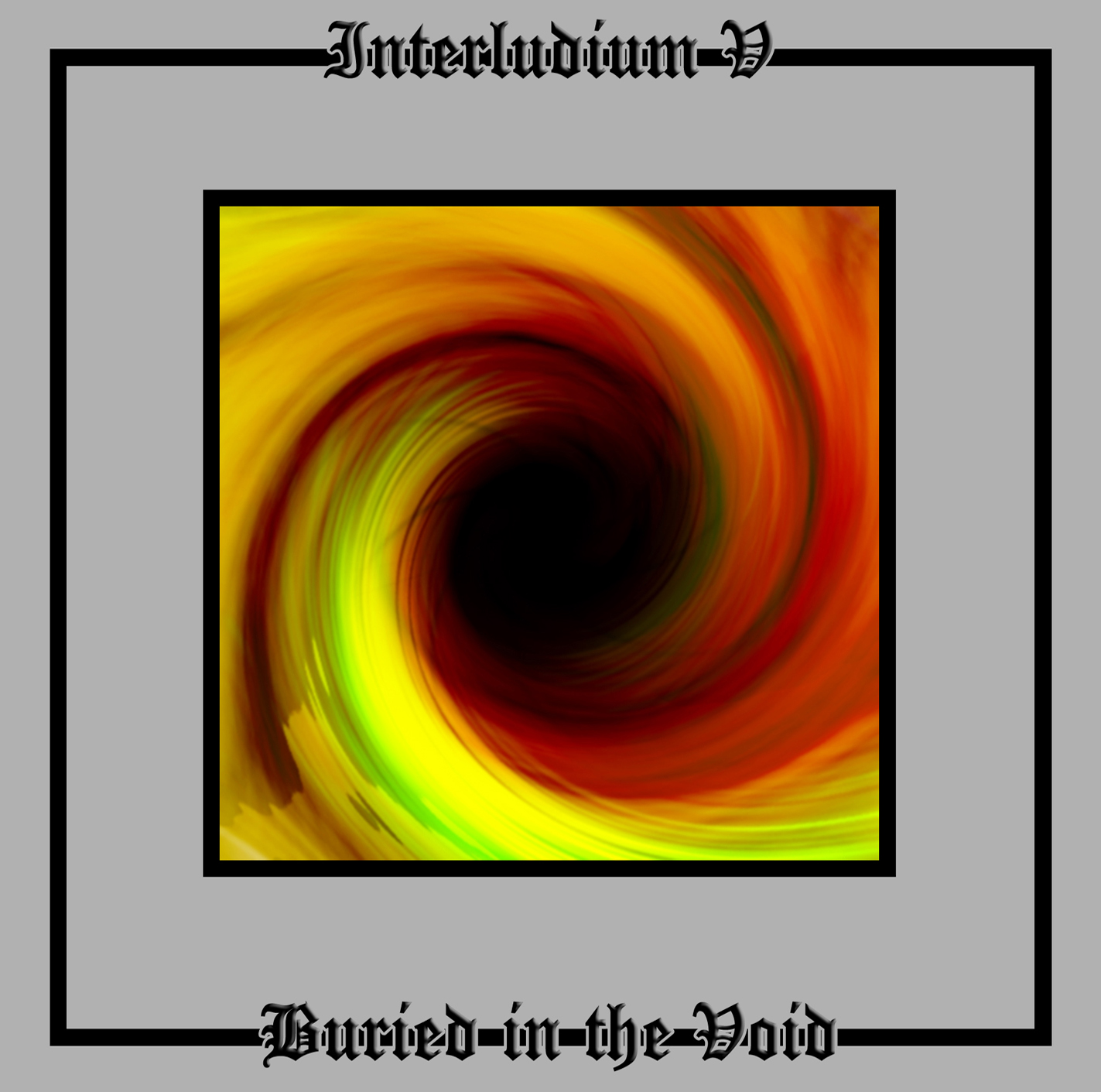
Design der Interludium-Reihe am Beispiel des Albums Buried in the Void von Dreams of Dying Stars. Der graue Rahmen und die schwarze Ränderung sowie der gebrochene Schrifttyp ist bei allen Veröffentlichungen der Reihe gegeben.

Van Cauter gründete Nulll Records im Jahr 2000 und veröffentlicht überwiegend eigene Projekte, jedoch auch weitere Künstler des extremen Doom Metal, im Besonderen des Funeral Doom und Drone Doom, sowie Ambient- und Dark-Ambient-Interpreten über Nulll Records. Als Sublabel und Teil einer Kollektiv-Idee führte van Cauter das Download-Label Nulll Infra. Im Kontext der Tätigkeit entstand das Projekt The NULLL Collective.
Nach 2011 stellte van Cauter die Aktivität mit Nulll Records ein. Als Webadresse behielt er für die Darstellung seines eigenen Schaffens die ähnliche Bezeichnung Nulll.net bei. Van Cauter nahm seine Labelaktivität unter dem Namen Void Overflow, über das er ausschließlich eigene Musik als kostenfreien Download herausgibt, erneut auf. Unter dem Labelnamen erschienen auch eigene Veröffentlichungen, die zuvor unter Nulll Records erschienen. Die Veröffentlichungen anderer Interpreten ließ van Cauter dabei unberührt.

## Katalog (Nulll)
| Katalog-Nr. | Interpret                                | Titel                                                        | Format               | Jahr |
| ----------- | ---------------------------------------- | ------------------------------------------------------------ | -------------------- | ---- |
| NULLL 038   | Fall of the Grey-Winged One              | Channelers                                                   | CDr + Download       | 2008 |
| NULLL 037   | Algol                                    | Follow the Cepheid Light                                     | CDr + Download       | 2008 |
| NULLL 036   | Wheel of Knowledge & The No-Tone Project | Wheel Of Knowledge & The No-Tone Project                     | split CDr + Download | 2008 |
| NULLL 035   | The Sad Sun, Cold Aeon & The Ethereal    | Infra Sub Ultra                                              | Split-CDr + Download | 2008 |
| NULLL 034   | Until Death Overtakes Me                 | Symphony III - Monolith                                      | Download             | 2008 |
| NULLL 033   | Until Death Overtakes Me                 | Prelude to Monolith                                          | Download             | 2008 |
| NULLL 032   | Dreams of Dying Stars                    | Interludium V – Buried in the Void                           | CDr + Download       | 2007 |
| NULLL 031   | Organium                                 | Interludium IV – Levitation                                  | CDr + Download       | 2007 |
| NULLL 030   | Forbidden Fields                         | Field II – Of Trees … Frozen In The Sky                      | CDr + Download       | 2005 |
| NULLL 029   | Dynamical System Collective / Beyond     | Dynamical System Collective / Beyond                         | Split-CDr + Download | 2005 |
| NULLL 028   | Fall of the Grey-Winged One              | Interludium III – Inritus                                    | CDr + Download       | 2006 |
| NULLL 027   | Undiscovered Moons of Saturn             | Lost In Cosmos                                               | CDr                  | 2004 |
| NULLL 026   | Dreams of Dying Stars                    | Funeral In The Void                                          | CDr + Download       | 2004 |
| NULLL 025   | Uncertainty Principle                    | Distant                                                      | CDr + Download       | 2004 |
| NULLL 024   | Organium                                 | The Rage                                                     | CDr + Download       | 2004 |
| NULLL 023   | Dreams of Dying Stars                    | Interludium II – Aeon E                                      | CDr + Download       | 2004 |
| NULLL 022   | Until Death Overtakes Me                 | Interludium I - Funeral Path                                 | CDr + Download       | 2004 |
| NULLL 021   | Forbidden Fields                         | Field I – Night                                              | CDr+ Download        | 2003 |
| NULLL 020   | In Somnis                                | The Memory You’ve Become                                     | CDr + Download       | 2003 |
| NULLL 019   | Tear Your Soul Apart                     | In Pain                                                      | CDr + Download       | 2003 |
| NULLL 018   | Hierophant                               | The Tome                                                     | CDr                  | 2003 |
| NULLL 017   | Aidan Baker                              | Threnody I – Lamentation                                     | CDr                  | 2003 |
| NULLL 016   | Solicide                                 | Der Untergang Des Abendlandes                                | CDr + Download       | 2003 |
| NULLL 015   | Uncertainty Principle / Torture Wheel    | Uncertainty Principle / Torture Wheel                        | Split-CDr + Download | 2003 |
| NULLL 014   | Diverse Interpreten                      | From the NULLL Void                                          | MP3-CDr              | 2003 |
| NULLL 013   | Fall of the Grey-Winged One              | Death Time Emptiness                                         | CDr + Download       | 2003 |
| NULLL 012   | Dreams of Dying Stars                    | StarDance                                                    | CDr + Download       | 2003 |
| NULLL 011   | Beyond Black Void                        | Desolate                                                     | CDr                  | 2003 |
| NULLL 010   | The Ethereal                             | From Funeral Skies                                           | CDr                  | 2002 |
| NULLL 009   | In the Mist                              | Lost                                                         | CDr + Download       | 2002 |
| NULLL 008   | Tear Your Soul Apart                     | Undigested Remains                                           | CDr + Download       | 2002 |
| NULLL 007   | Fall of the Grey-Winged One              | Aeons of Dreams                                              | CDr                  | 2002 |
| NULLL 006   | I Dream No More                          | Fade – Die                                                   | Download             | 2002 |
| NULLL 005   | Until Death Overtakes Me                 | Symphony I – Deep Dark Red + Symphony II – Abscence of Light | 2CDr + Download      | 2002 |
| NULLL 004   | Until Death Overtakes Me                 | Symphony I - Deep Dark Red                                   | CDr                  | 2002 |
| NULLL 003   | Until Death Overtakes Me                 | Symphony II - Absence of Life                                | CDr                  | 2001 |
| NULLL 002   | Until Death Overtakes Me                 | Symphony I - Deep Dark Red                                   | CDr (Demo)           | 2001 |
| NULLL 001   | Until Death Overtakes Me/I Dream No More | Until Death Overtakes Me/I Dream No More                     | CDr                  | 2000 |

Ohne Katalognummer erschienen Live is Death Postponed von Zaraza im Jahr 2004 und Gravity of Moon von The No-Tone Project 2003.

## Katalog (Nulll Infra)
Über Nulll Infra wurden ausschließlich Downloads veröffentlicht. Die Katalognummer entspricht dem Monat der Veröffentlichung.
| Katalog-Nr. | Interpret                | Titel              | Jahr |
| ----------- | ------------------------ | ------------------ | ---- |
| Infra 09-12 | The Nulll Collective     | Silent Night       | 2009 |
| Infra 10-1  | The Nulll Collective     | Exocation          | 2010 |
| Infra 10-2  | Beyond Black Void        | Eridanus Supervoid | 2010 |
| Infra 10-3  | Synaptic Fracture        | Halcyon Dirge      | 2010 |
| Infra 10-4  | Uncertainty Principle    | Black Sun          | 2010 |
| Infra 10-5  | The Nulll Collective     | RepulsUgloid       | 2010 |
| Infra 10-6  | The Ethereal             | Endlight           | 2010 |
| Infra 10-7  | Torture Wheel            | Obsidian Sorrow    | 2010 |
| Infra 10-8  | The Nulll Collective     | Cerberus Trisector | 2010 |
| Infra 10-9  | Anatta                   | On the 7th Day     | 2010 |
| Infra 10-10 | Wraith of the Ropes      | Wandering          | 2010 |
| Infra 10-11 | Until Death Overtakes Me | For                | 2010 |
| Infra 10-12 | The Nulll Collective     | Jingle Bells       | 2010 |
| Infra 11-1  | Beyond Black Void        | Neyon Moru         | 2010 |